# Besaia yunnana
Besaia yunnana är en fjärilsart som beskrevs av Sergius G. Kiriakoff 1962. Besaia yunnana ingår i släktet Besaia och familjen tandspinnare. Inga underarter finns listade i Catalogue of Life.